# Hermann Buchler

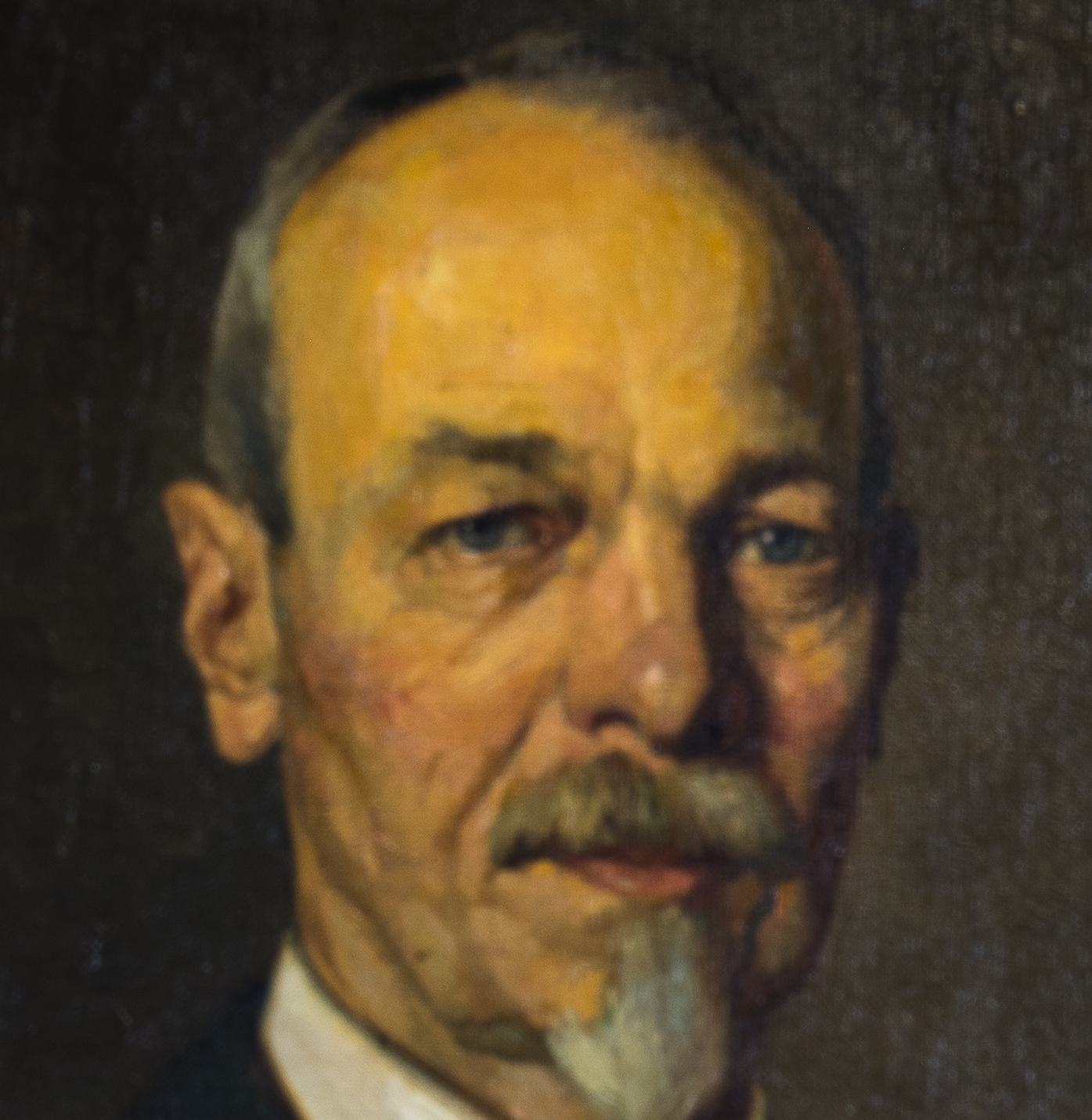
Porträt von Herrmann Buchler

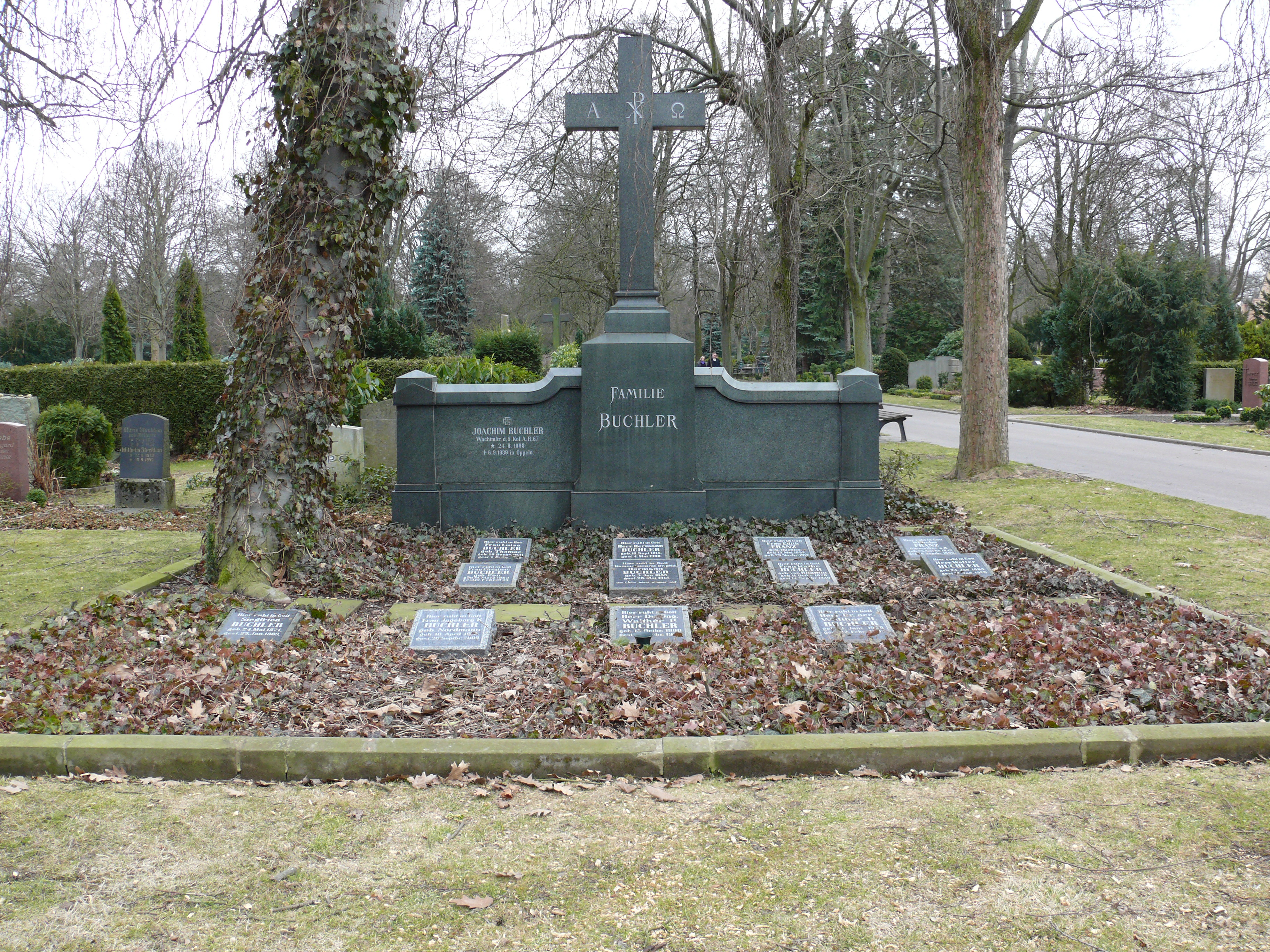
Grabstätte Buchler auf dem Hauptfriedhof Braunschweig

Hermann Buchler (* 16. September 1815 in Triest; † 4. Mai 1900 in Braunschweig) war ein österreichisch-deutscher Unternehmer.

## Leben und Werk
Der Sohn des Großkaufmanns David Buchler erlernte im österreichischen Triest den väterlichen Beruf, hielt sich anschließend ein Jahr in den Vereinigten Staaten und danach in London auf. Dort gründete er 1842 das Unternehmen Hermann Buchler London, das mit Arzneidrogen, Gewürzen und Kolonialwaren handelte. Buchler wurde 1844 in die Braunschweiger Freimaurerloge „Carl zur gekrönten Säule“ aufgenommen. Auf einer Reise nach Braunschweig lernte er Luise Thomae (1832–1908) kennen, die er 1850 heiratete.

### Tätigkeit in Braunschweig
Im Jahr 1854 zog das Ehepaar von London in die Heimatstadt der Ehefrau, wo Hermann Buchler durch den Architekten Louis Kuhne die Villa Buchler am Petritorwall 25 errichten ließ (1944 zerstört, 1966 Ruine abgerissen). Buchler war ab 1866 Mitglied der Handelskammer Braunschweig und 1879–1882 deren stellvertretender Vorsitzender.

### Zuckerraffinerie Braunschweig AG

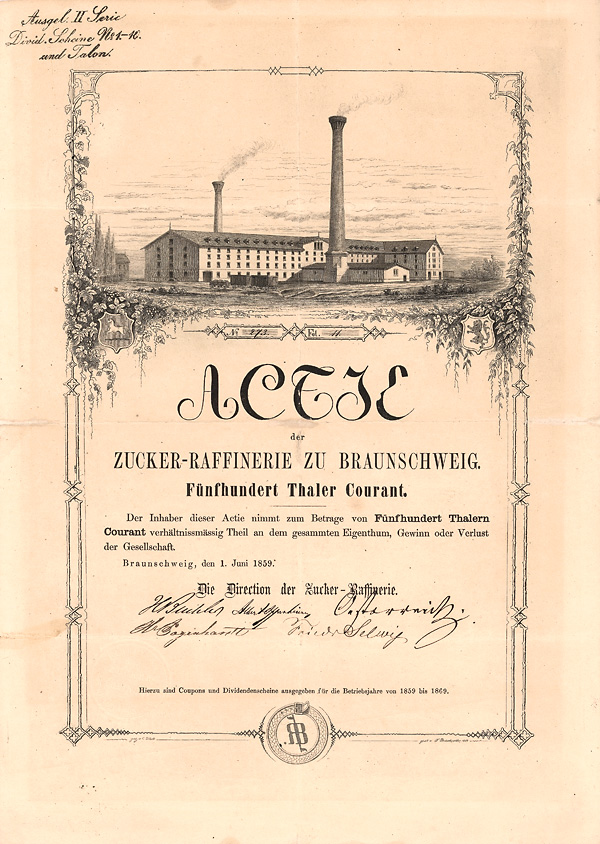
Gründer-Aktie der Zucker-Raffinerie zu Braunschweig vom 1. Juni 1859 mit originalen Unterschriften

Im Jahr 1857 gründete Buchler gemeinsam mit mehreren Freunden im westlichen Ringgebiet die Zuckerraffinerie Braunschweig AG, die bis zu einer wirtschaftlichen Krise 1879/1880 aufgrund des Abbaus von Einfuhrzöllen für Zucker erfolgreich betrieben wurde. Buchler schied aus dem Unternehmen aus.

### Chininfabrik Braunschweig Buchler & Co.
Im Jahr 1858 erfolgte an der Frankfurter Straße auf einem ehemaligen Gartengelände die Gründung einer chemischen Fabrik, genannt Hermann Buchlers Chininfabrik. Sie produzierte zunächst die Alkaloide Chinin und Kokain für pharmazeutische Zwecke und exportierte sie weltweit. Durch erfolgreiche Forschungen des 1878 eingetretenen Chemikers Friedrich Giesel konnte das Unternehmen nach der Entdeckung des Radiums erstmals in Deutschland Radiumbromid industriell herstellen und in den Handel bringen. Buchler übergab 1899 die Leitung der Fabrik an seinen Sohn Hermann (II) Buchler (1855–1915), von dem sie später an Walther Friedrich Theodor Buchler, Ehemann von Käthe Buchler, überging. Nach fast vollständiger Zerstörung beim Bombenangriff auf Braunschweig am 15. Oktober 1944 und dem „durch die Alliierten erzwungenen Wiederaufbau am alten Standort“ hatte die später aufgenommene Herstellung radioaktiver Isotope die Verlegung der Produktionsstätte von der Frankfurter Straße nach Braunschweig-Wenden zur Folge; ab 1988 erfolgte der Abbruch der alten Fabrikanlagen, 2007 wurden Pläne für ein „neue[s] Wohn- und Arbeitsquartier“, genannt „Buchlers Garten“, auf dem Gelände veröffentlicht. Nach der durch die Unternehmen Buchler GmbH und The Radiochemical Centre (später Amersham plc) 1971 erfolgten Gründung der Buchler GmbH & Co. KG (später Amersham Buchler GmbH & Co. KG) besteht das Unternehmen unter dem Namen GE Healthcare Buchler GmbH & Co. KG als deutscher Geschäftsbereich Medical Diagnostics der GE Healthcare noch heute.